# Hawthorne (cráter)
Hawthorne es un cráter de impacto de 120 km de diámetro del planeta Mercurio. Debe su nombre al novelista estadounidense Nathaniel Hawthorne (1804-1864), y su nombre fue aprobado por la  Unión Astronómica Internacional en 1979.